# Franco Polverini
Franco Polverini (Grosseto, 25 aprile 1973) è un hockeista su pista e allenatore di hockey su pista italiano.

## Carriera
Cugino e concittadino dei fratelli Massimo ed Enrico Mariotti, ha iniziato la carriera nel Castiglione della Pescaia. La sua lunga carriera è fatta di tante tappe un po' in tutta Italia: Follonica, Reggio Emilia, Salerno, Vercelli, Lodi e Prato, dove per sette anni è stato capitano della squadra.
In Nazionale, dopo tutte le trafile nelle selezioni giovanili, ha giocato per più di dieci anni dal 1994 al 2005, vincendo il Mondiale di Wuppertal in Germania nel 1997. È stato il capitano degli azzurri in occasione dei Mondiali disputati a San Jose in California.

## Palmarès

### Giocatore

#### Nazionale
- Campionato mondiale: 1

Wuppertal 1997